# Nunataks Quilty
Les nunataks Quilty sont un groupe de nunataks qui s'étendent sur plus de 13 km, à 24 km au sud-ouest de la chaîne Thomas dans le territoire de la terre de Palmer, en Antarctique.

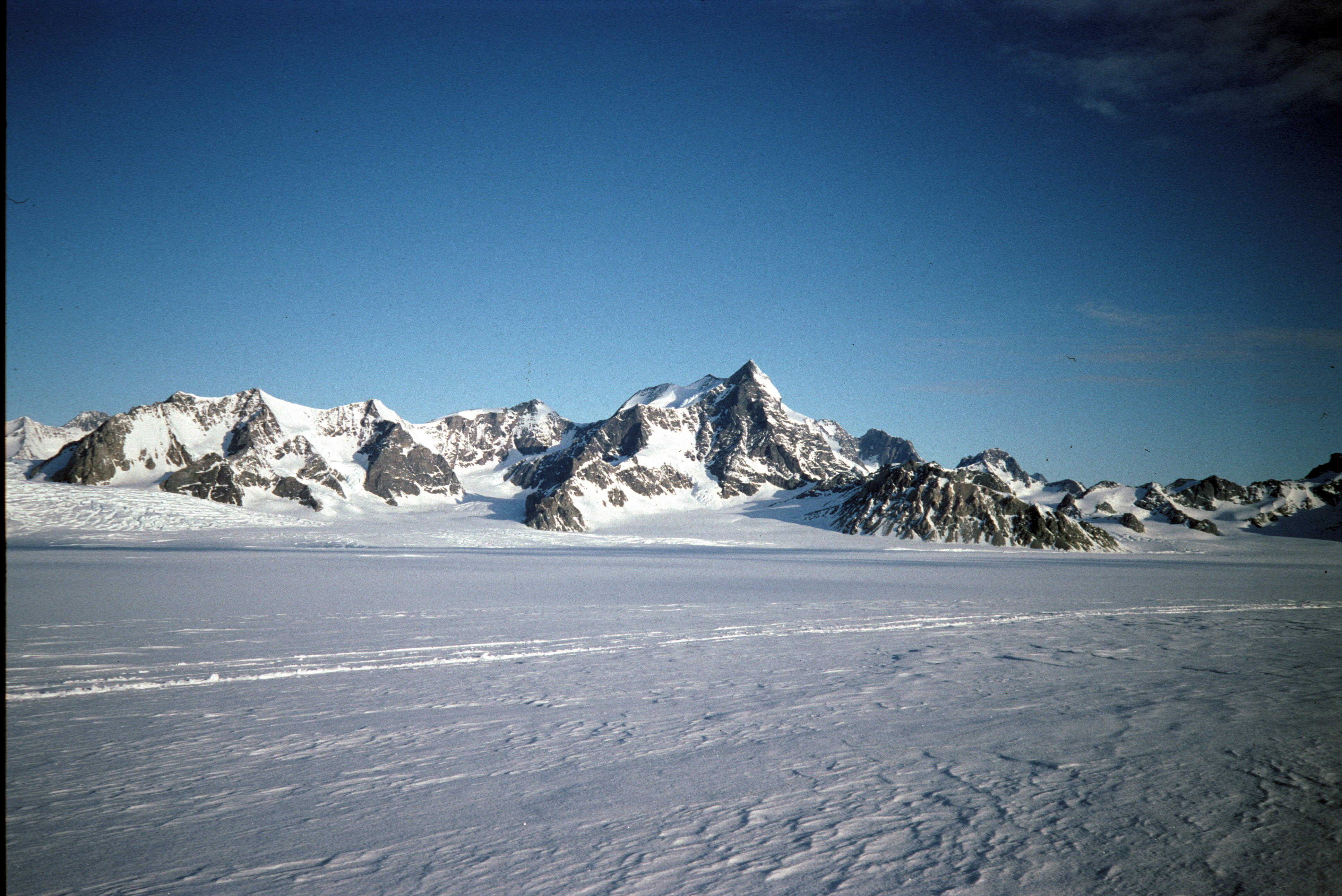
Pics Creswick en terre de Palmer.

Ils sont découverts par l'expédition Ronne (RARE), en 1947–1948, menée par Finn Ronne. L'Advisory Committee on Antarctic Names (US-ACAN) les nomme ainsi d'après Patrick Quilty, géologue, lié avec l'Université du Wisconsin à Madison en 1965–1966.